# QuakeCon

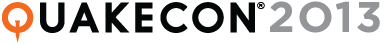

QuakeCon – targi poświęcone grom komputerowym, które corocznie odbywają się w hotelu Hilton Anatole, w Dallas, w stanie Teksas, w Stanach Zjednoczonych. Zostały one powołane w 1996 roku by promować i przedstawiać nowe produkty powstałe w firmach powiązanych z id Software.
Pierwszy QuakeCon odbył się niedaleko biur przedsiębiorstwa id Software zlokalizowanych w teksańskim Mesquite.
Na targach prowadzone jest tzw. LAN party, na które każdy może przynieść swój komputer i uczestniczyć w prowadzonych rozgrywkach.
Nazwa wydarzenia pochodzi od gry z gatunku FPS Quake, produkcji id Software.